# Ingrid García-Jonsson

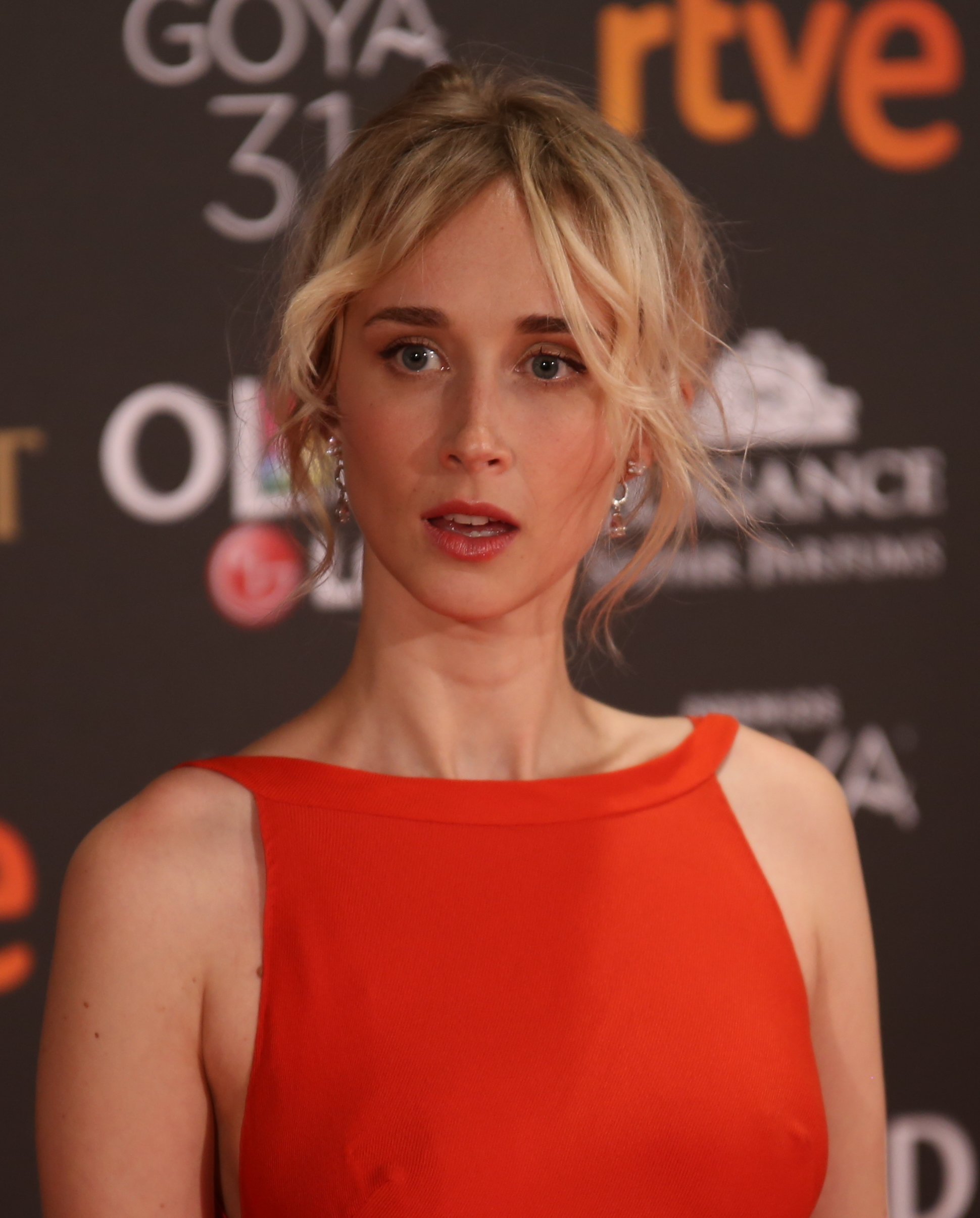
Ingrid García-Jonsson (2017)

Ingrid García-Jonsson (* 6. September 1991 in Skellefteå, Västerbottens län) ist eine schwedisch-spanische Schauspielerin. Einem breiten nationalen Publikum wurde sie ab 2013 durch ihre Mitwirkung in der schwedischen Fernsehserie Con pelos en la lengua bekannt. 2014 schaffte sie dank der Hauptrolle in Schöne Jugend den internationalen Durchbruch und wurde für ihre Leistungen für den Goya in der Kategorie Beste Nachwuchsdarstellerin im Jahr 2015 nominiert.

## Leben
García-Jonsson wurde am 6. September 1991 in Skellefteå als Tochter eines Spaniers und einer Schwedin geboren. In jungen Jahren zog die Familie nach Sevilla. Sie ist bilingual mit Spanisch und Schwedisch als Muttersprachen aufgewachsen. Sie studierte Architektur und kellnerte nebenbei.
2011 gab sie im Kurzfilm Manual for Bored Girls ihr Schauspieldebüt und war im selben Jahr in einer Episode der Fernsehserie Los Cuervo: ¡Pillados! und im Spielfilm Okupados zu sehen. 2013 mimte sie in neun Episoden der Fernsehserie Con pelos en la lengua die Rolle der Sara. 2014 spielte sie in Schöne Jugend die Hauptrolle der Natalia. Im selben Jahr spielte sie die gleichnamige Hauptrolle im Film Eryka’s Eyes. 2017 war sie in der Fernsehserie Apaches in insgesamt 12 Episoden in der Rolle der Miranda zu sehen. 2018 war sie im Film Ana de día als Hauptdarstellerin zu sehen. Im selben Jahr wirkte sie in der wiederkehrenden Rolle der Lidia Ronco in der Miniserie Limbo mit. 2023 spielte sie als Brand im Film The Last Kingdom: Seven Kings Must Die mit.

## Filmografie (Auswahl)

### Schauspiel
- 2011: Manual for Bored Girls (Kurzfilm)
- 2011: Los Cuervo: ¡Pillados! (Fernsehserie, Episode 1x04)
- 2011: Okupados
- 2012: Rebeca Jiménez, ¿De qué lado estás? (Kurzfilm)
- 2012: Una más en la lista (Kurzfilm)
- 2013: Con pelos en la lengua (Fernsehserie, 9 Episoden)
- 2013: Jane Joyd’s Landscape nº1 (Kurzfilm)
- 2013: Investigación policial
- 2013: El jardinero (Kurzfilm)
- 2013: Tierra de lobos (Fernsehserie, Episode 3x11)
- 2014: Todos tus secretos
- 2014: Ñeñeñe (Kurzfilm)
- 2014: Ministro (Kurzfilm)
- 2014: Schöne Jugend (Hermosa juventud)
- 2014: Julien Elsie: Failures of the Modern Man (Kurzfilm)
- 2014: Ánimo valiente (Kurzfilm)
- 2014: Eryka’s Eyes
- 2014: Frikis (Kurzfilm)
- 2015: Just Say Yes (Kurzfilm)
- 2015: Lejos/Cerca (Kurzfilm)
- 2015: Sweet Home
- 2015: Una mañana cualquiera (Kurzfilm)
- 2015: Berserker
- 2016: Besame (Kurzfilm)
- 2016: Embarazados
- 2016: Toro – Pfad der Vergeltung (Toro)
- 2016: The Cliff/Abgrund – Am Rande der Wahrheit (Acantilado)
- 2016: Gernika
- 2016: El desconcierto (Kurzfilm)
- 2016: Aaron Rux: My Private Dance Alone (Kurzfilm)
- 2017: Muñeca Vudú (Kurzfilm)
- 2017: Queens (Miniserie, Episode 1x03)
- 2017: Rescue Under Fire
- 2017: El fracaso (Kurzfilm)
- 2017: Triple Room (Kurzfilm)
- 2017: La vida nuestra (Kurzfilm)
- 2017: Apaches (Fernsehserie, 12 Episoden)
- 2017: Europa II (Kurzfilm)
- 2018: Ana de día
- 2018: Limbo (Miniserie, 9 Episoden)
- 2018: In Den Sternen (En las estrellas)
- 2018: Nacho no conduce (Kurzfilm)
- 2019: Love Me Not
- 2019: Taxi a Gibraltar
- 2019: Yo, mi mujer y mi mujer muerta
- 2019: Die kleine Schweiz (La pequeña Suiza)
- 2019: Instinto (Fernsehserie, 8 Episoden)
- 2019: El Hormiguero: Vacaciones en el Titanic (Kurzfilm)
- 2019: Salir del ropero
- 2019: Capítulo 0 (Fernsehserie, Episode 2x04)
- 2020: El arte de volver
- 2020: Explota Explota
- 2020: El ruido solar (Kurzfilm)
- 2021: Veneciafrenia
- 2022: Jupiter Rain (Kurzfilm)
- 2022: Camera Café, la película
- 2022: Nosaltres no ens matarem amb pistoles
- 2022: Golpe maestro
- 2022: Desguace (Kurzfilm)
- 2023: The Last Kingdom: Seven Kings Must Die
- 2023: Eine perfekte Geschichte (Un cuento perfecto, Miniserie, 5 Episoden)
- 2023: Un amor
- 2023: La condena (Kurzfilm)
- 2024: Una ballena
- 2024: 8200 (Ruach Tzafonit, Fernsehserie)
- 2024: Superestar (Miniserie, 6 Episoden)

### Synchronisationen
- 2011: Pelirrojo/Negro (Rött hår/Svart) (Kurzfilm)
- 2015: Djävulen (Kurzfilm)
- 2020–2021: Biotopía (Podcastserie, 18 Episoden)